# Ahmed Rahhou
Ahmed Rahhou est un chef d'entreprise et haut fonctionnaire marocain né le 25 juin 1958 à Meknès. Après avoir été dirigé Lesieur Cristal, il dirige entre 2009 et 2019 la banque CIH qu'il est chargé de redresser. Nommé en 2019 comme Ambassadeur du Maroc auprès de l'Union Européenne, il est depuis 2021 le Président du Conseil de la Concurrence.  

## Biographie
Ahmed Rahhou obtient son baccalauréat série « C » (Mathématiques) en 1976  au lycée Moulay Abdallah à Casablanca. 
Il est diplômé de l'École polytechnique (1980) et de l'École nationale supérieure des télécommunications à Paris (1982).
Il a occupé plusieurs postes dont celui de responsable du service informatique à la Royal Air Maroc (octobre 1982-mai 1985) et directeur général adjoint au Crédit du Maroc (1994). En mars 2003, il a été nommé président- directeur général de Lesieur Cristal, poste qu'il a occupé jusqu'à sa nomination par le Roi Mohammed 6 comme P-DG du Crédit immobilier et hôtelier (CIH Bank) le 6 octobre 2009. À l'époque, le CIH est en difficulté. 
Il contribue à redresser la banque et à en faire une des plus dynamiques du Maroc.  
En 2019, il est nommé comme Ambassadeur du Maroc auprès de l'Union Européenne. 
En 2021, il est nommé comme Président du Conseil de la Concurrence.  Il est également, depuis sa création, membre du jury du Prix L’Économiste pour la recherche en économie et gestion 